# Sadiqabad
Sadiqabad là một thành phố thuộc Punjab, Pakistan. Thành phố có dân số ước tính năm 2010 là 231.467 người. Đây là thành phố lớn thứ 30 quốc gia này.